# Flaga stanowa Massachusetts
Godłem tego stanu już od XVII wieku jest Indianin trzymający łuk i strzały. Gwiazda reprezentuje Wspólnotę Massachusetts. Jako dewizę stanu miejscowy parlament przyjął w 1775 roku drugi wers z dwuwiersza angielskiego patrioty Algernona Sydneya (napisany ok. 1659 roku). Miało to być przesłanie do Anglii: Mieczem szukamy pokoju, lecz pokój jest tylko w wolności. Klejnot herbowy – rękę zbrojną trzymającą szablę – dodano w 1780 roku.
Ustanowiona 18 marca 1908 roku. Proporcje 3:5.